# Geranomyia cernua
Geranomyia cernua is een tweevleugelige uit de familie steltmuggen (Limoniidae). De soort komt voor in het Oriëntaals gebied.